# Назаровка (Кемеровская область)
Назаровка — деревня в Яйском районе Кемеровской области России. Входит в состав Вознесенского сельского поселения.

## География
Деревня находится в северной части области, преимущественно на правом берегу реки Соболинка (бассейн реки Яя), на расстоянии примерно 31 километра (по прямой) к западу от районного центра посёлка городского типа Яя. Абсолютная высота — 176 метров над уровнем моря.
Часовой пояс
Деревня Назаровка, как и вся Кемеровская область, находится в часовой зоне МСК+4. Смещение применяемого времени относительно UTC составляет +7:00.

## История
Деревня была основана в 1908 году. По данным 1926 года имелось 61 хозяйство и проживало 283 человека (в основном — русские). В административном отношении населённый пункт являлся центром Назаровского сельсовета Судженского района Томского округа Сибирского края.

## Население
| 2010 |
| ---- |
| 75   |

Гендерный состав
По данным Всероссийской переписи населения 2010 года в гендерной структуре населения мужчины составляли 46,7 %, женщины — соответственно 53,3 %.
Национальный состав
Согласно результатам переписи 2002 года, в национальной структуре населения русские составляли 74 % из 106 чел.

## Инфраструктура
В деревне функционируют фельдшерско-акушерский пункт, сельский клуб и библиотека.

## Улицы
Уличная сеть деревни состоит из шести улиц.